# Futurisme
Ne doit pas être confondu avec The Futurians.
Le futurisme est un mouvement littéraire et artistique européen du début du XXe siècle (de 1910 à 1920), qui rejette la tradition esthétique et exalte le monde moderne, en particulier la civilisation urbaine, les machines et la vitesse.
Les peintres futuristes vont s'employer à réaliser, presque littéralement, le manifeste fondateur de Marinetti. Ils essaieront cependant de formuler leurs propres instruments contre le passé et la tradition, en cherchant un langage plastique visant à faire éprouver aux masses le sentiment de leur puissance. Rapidement, deux directions graphiques se dégageront : la représentation du mouvement, affirmé comme étant un dynamisme universel, et le conflit des corps dans l'espace.

## Historique

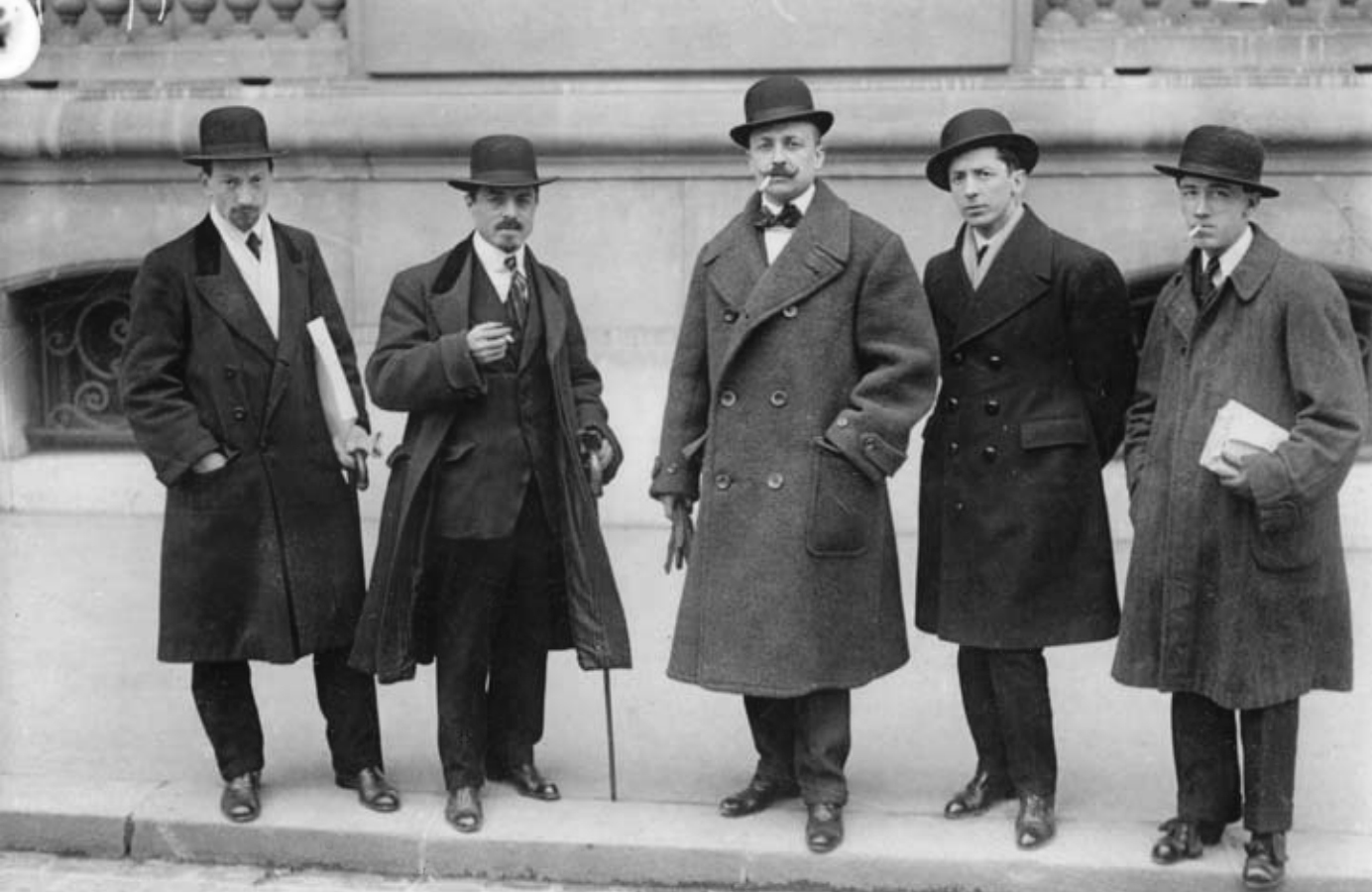
Luigi Russolo, Carlo Carrà, Filippo Tommaso Marinetti, Umberto Boccioni et Gino Severini, Paris, 9 février 1912.
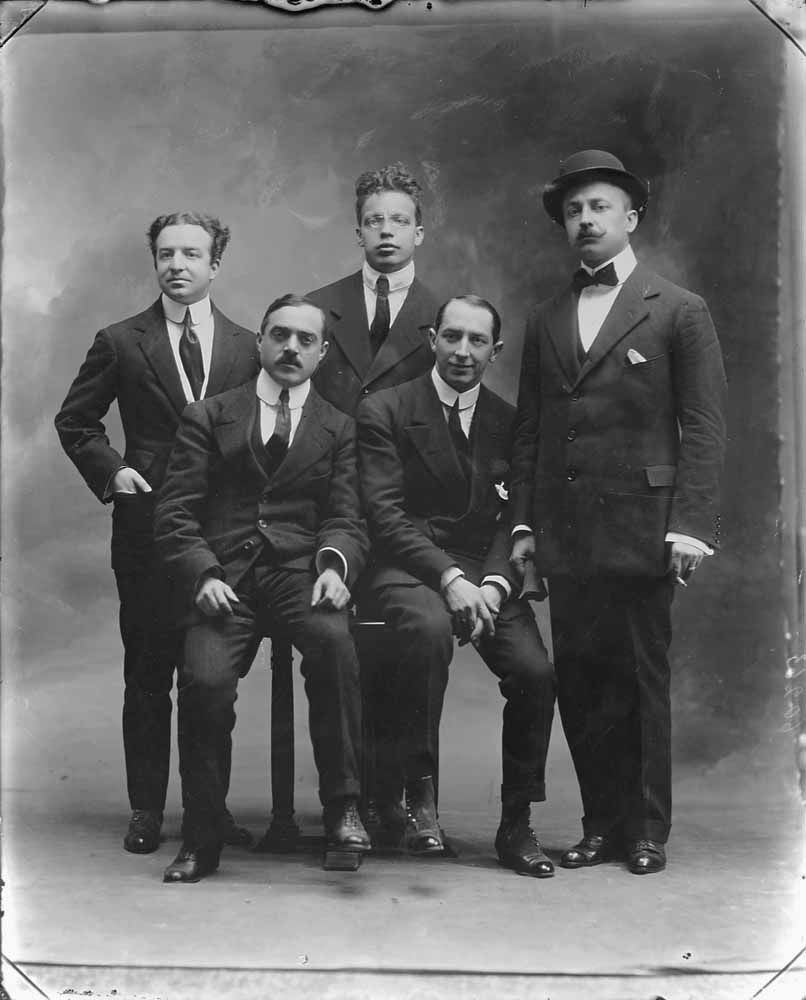
Aldo Palazzeschi, Carlo Carrà, Giovanni Papini, Umberto Boccioni, Filippo Tommaso Marinetti, 1914.
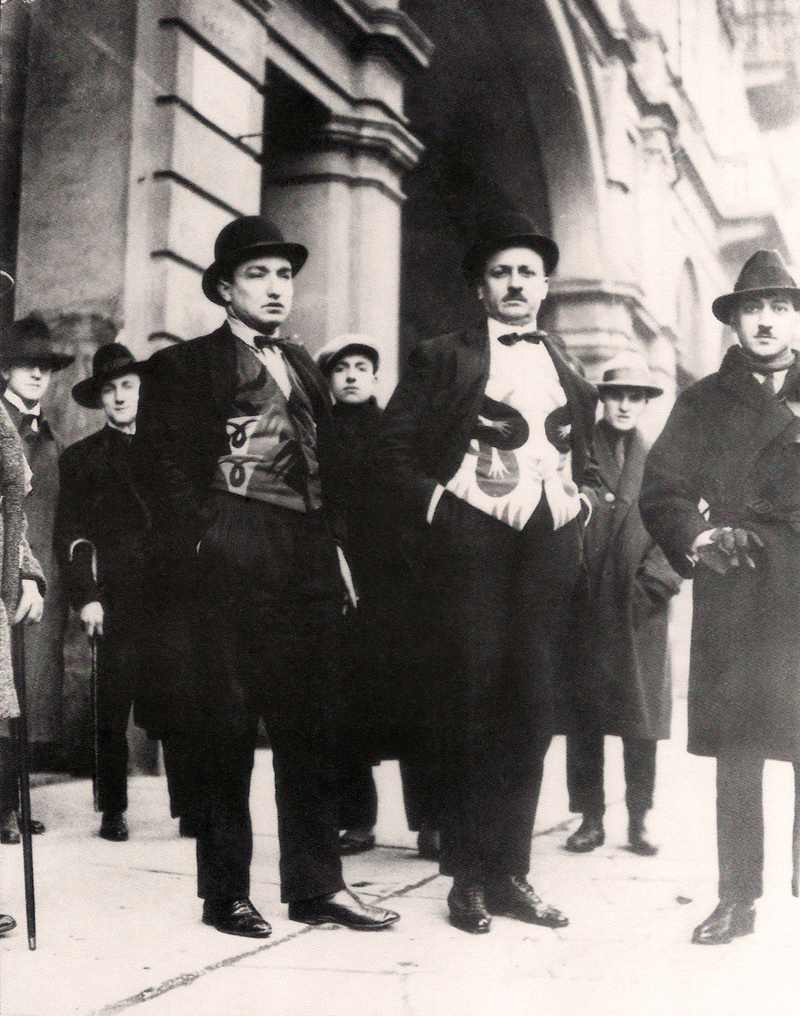
Second futurisme : Depero, Marinetti, Cangiullo, 1924.

Le futurisme naît en Italie autour du poète Filippo Tommaso Marinetti (Manifeste du futurisme, 1909). Auteurs de deux manifestes en 1910, les premiers peintres du mouvement, Giacomo Balla, Umberto Boccioni, Carlo Carrà, Gino Severini, Luigi Russolo, empruntent à la technique divisionniste et au cubisme pour faire interférer formes, rythmes, couleurs et lumières afin d'exprimer une « sensation dynamique/énergique », une simultanéité des états d'âme et des structures multiples du monde visible.
Le futurisme prône l'amour de la vitesse (Luigi Russolo, Dynamisme d'une automobile, 1912-1913) et de la machine en exaltant la beauté des voitures. Ils proclament que la violence est nécessaire pour débarrasser l’Italie du culte archéologique du passé. Marinetti est le seul à pousser ses idées jusqu’à se réclamer du social-darwinisme en exaltant « la guerre — seule hygiène du monde ». Théoricien du « dynamisme plastique futuriste », Boccioni écarte les nouveaux médias techniques tels que le cinéma et la photographie. Il stigmatise les recherches du « photodynamisme futuriste » des frères Anton Giulio Bragaglia et Arturo Bragaglia, ainsi que le cinéma abstrait des frères Arnaldo Ginna et Bruno Corra. Il considère en effet que la main de l’artiste est l’instrument le plus apte à transmettre l’élan vital qui nourrit le monde moderne.
À cet égard, leur manifeste énonce que :

« Notre conscience rénovée nous empêche de considérer l’homme comme le centre de la vie universelle. La douleur d’un homme est aussi intéressante à nos yeux que la douleur d’une lampe électrique qui souffre avec des sursauts spasmodiques et crie avec les plus déchirantes expressions de la couleur. »

— Boccioni, Carrà, Russolo, Balla, Severini, Manifeste des peintres futuristes
Plus qu'un mouvement, le futurisme devient un art de vivre et une véritable révolution anthropologique. Il touche la peinture, la sculpture, la littérature, le cinéma, la photographie, le théâtre, la mise en scène, la musique, le bruitisme, l'architecture, la danse, la typographie, les moyens de communication, et même la politique, la cuisine ou la céramique qui sera consacrée dans le dernier des manifestes futuristes de 1939.
Umberto Boccioni s'engage dans la glorification de gifles ou de coups de poing pour secouer l'Italie : avec Rixe dans la galerie, il montre une foule attirée par un pugilat entre deux femmes. Giacomo Balla, lui, montre un mouvement centrifuge avec La Lampe à arc et la lumière qui se diffuse par un motif de chevron, motif qui sera repris dans d'autres œuvres futuristes. Ils veulent rompre avec la priorité donnée à l'homme, pour insérer l'humanité dans une vibration universelle.
Russolo et Pratella, en théorisant la notion de bruit, font l'apologie du son. Le bruit est en premier lieu ingérable et échappe à toute classification (par exemple, le bruit d'une usine). C'est ainsi qu'il se différencie du son, de la musique. À présent, l'analyse du bruit, ou plutôt des bruits, permet de le maîtriser. Voilà pourquoi Russolo et Pratella ont commencé à faire un classement du bruit, à chercher ses caractéristiques (chose à laquelle personne n'avait pensé auparavant). Cette nouvelle approche du phénomène sonore fait son apparition dans L'Art des bruits (L'arte dei Rumori), manifeste contenu dans une lettre que Russolo adresse à Pratella en 1913. Cette analyse du bruit sera reprise par les dadaïstes mais selon un point de vue différent, à savoir sans la notion d'agressivité, puis par de nombreux musiciens dont Edgard Varèse et Pierre Schaeffer, et réapparaîtra dans la musique industrielle au début des années 1980 à travers Vivenza, théoricien et musicien bruitiste futuriste français, à qui l'on doit la popularisation du terme « bruitisme ».

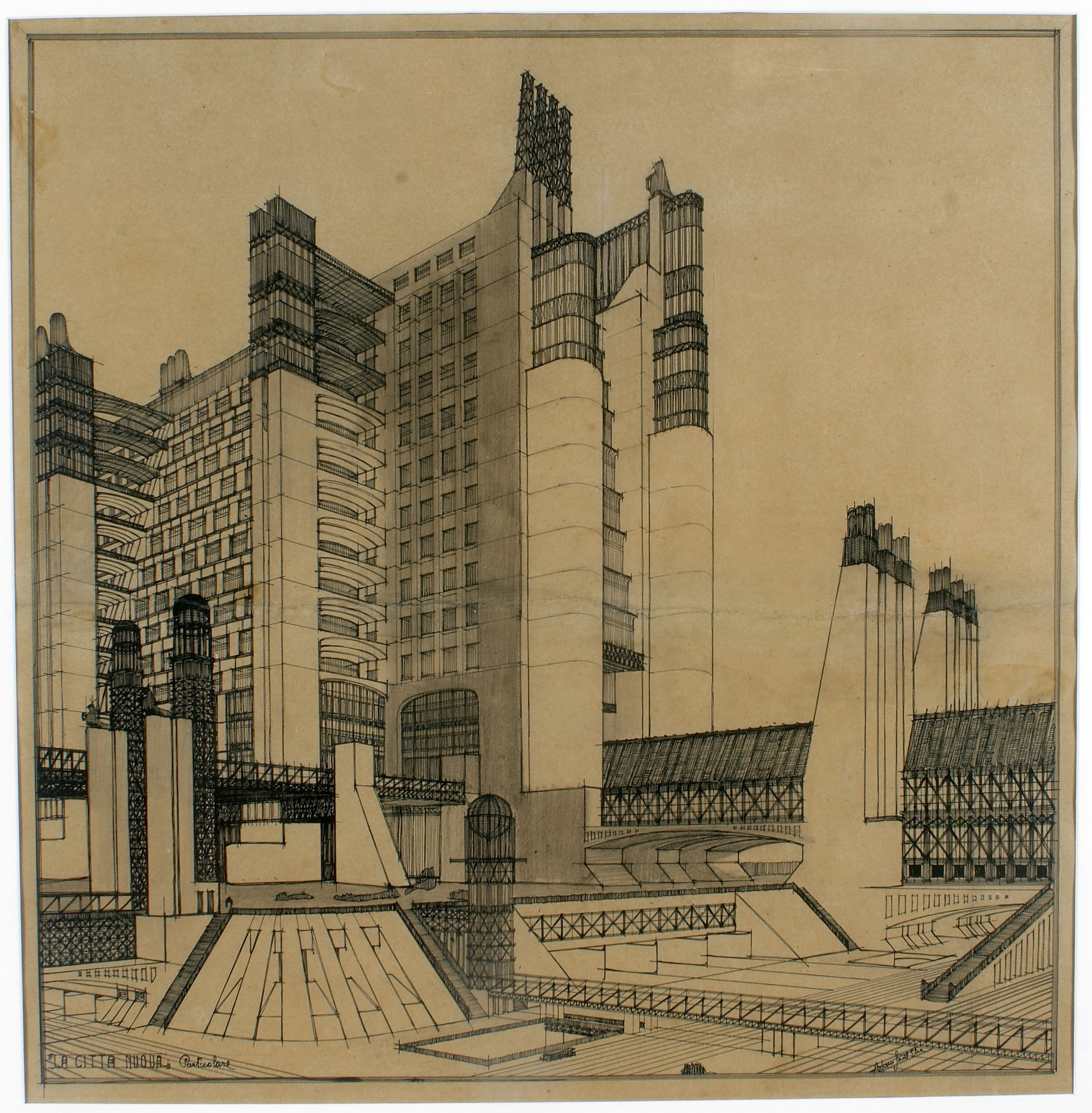
Un exemple d'architecture futuriste par Antonio Sant'Elia.

La plupart des grandes œuvres associées au mouvement futuriste furent créées entre 1909 et 1914. Les théories de Boccioni ont inspiré les futuristes jusqu’à la fin de la Première Guerre mondiale. Ensuite, les recherches futuristes seront poursuivies à travers « l’art mécanique » pendant les années 1920, puis à travers une véritable « aéro-esthétique » pendant les années 1930. En 1967, Enzo Benedetto publie le manifeste Futurismo-oggi qui propose de passer à la troisième étape artistique du mouvement : « La première était la vitesse, la deuxième la course au ciel, la troisième sera la course à l'espace. »
Les futuristes sont à l'origine du dispositif artistique appelé performance. Il s'agissait pour les peintres d'appliquer leurs manifestes, en associant peinture, théâtre et provocation. Les futuristes prolongeaient leur œuvre en devenant eux-mêmes objets d'art par la gestuelle, et en mettant sur pied un théâtre d'artistes-acteurs. Après ces expériences, ils approfondirent leurs manifestes en s'inspirant du théâtre de variétés, parce que celui-ci n'avait ni traditions, ni maîtres, ni dogmes. Portés par leur admiration pour les machines, ils intégrèrent la notion de bruit à leurs spectacles avec la musique bruitiste, ainsi que la mécanisation de l'interprète. Ils cherchaient la continuité entre dispositif scénique et interprète par la simultanéité et la danse. Ils dénommèrent l'ensemble « théâtre synthétique ».
Le futurisme a eu une forte influence sur Marcel Duchamp, ainsi que sur d'autres mouvements d'avant-garde nés dans l'immédiate après-guerre, comme le précisionnisme américain, l'ultraïsme espagnol et en sud-américain (Rafael Barradas, Jorge Luis Borges, Guillermo de Torre) ou le formisme polonais (Tytus Czyżewski, Stanisław Ignacy Witkiewicz, Auguste Zamoyski).

## Rapport à la ville moderne
Les futuristes italiens représentent le rythme accéléré de la ville à travers des contrastes chromatiques, la réitération des formes ou la fragmentation des objets. Le futurisme contribue à banaliser certaines thématiques en manipulant le contraste entre tradition et modernité à travers le prisme sensuel et social, comme avec les 800 000 tracts contenant le manifeste Contro Venezia passatista (it) (« Contre Venise passéiste »), lancés le 8 juillet 1910 depuis la Torre dell'Orologio sur la foule revenant du Lido.
Concernant le tourisme, le Manifeste du futurisme indique :
« Ripudiamo la Venezia dei forestieri, mercato di antiquari falsificatori, calamita dello snobismo e dell’imbecillità universali, letto sfondato da carovane di amanti, semicupio ingemmato per cortigiane cosmopolite, cloaca massima del passatismo »
« Nous répudions la Venise des étrangers, marché d'antiquaires faussaires, aimant du snobisme et de l'imbécillité universelle, lit défoncé par des caravanes d'amants, baignoire sabot incrustée de gemmes pour courtisanes cosmopolites, le plus grand cloaque du passéisme. »
Cette tentative avait été précédée par le féroce et en même temps dilettante Discorso futurista di Marinetti ai Veneziani (« Discours futuriste de Marinetti aux Vénitiens ») proclamé à La Fenice le 27 avril précédent avec un accompagnement bruyant de collègues et une petite bataille rangée, qui précisait, contre les canaux crépusculaires, le romantisme et les visiteurs du monde entier, que «Quando gridammo: «Uccidiamo il chiaro di luna!» noi pensammo a te» (« Quand nous avons crié : « Tuons le clair de lune ! » nous avons pensé à toi »). Et même : « Liberiamo il mondo dalla tirannia dell’amore! Siamo sazi di avventure erotiche, di lussuria, di sentimentalismo e di nostàlgia » (« Libérons le monde de la tyrannie de l’amour ! Nous sommes rassasiés d’aventures érotiques, de luxure, de sentimentalité et de nostalgie. »),.

## Œuvres considérées comme futuristes

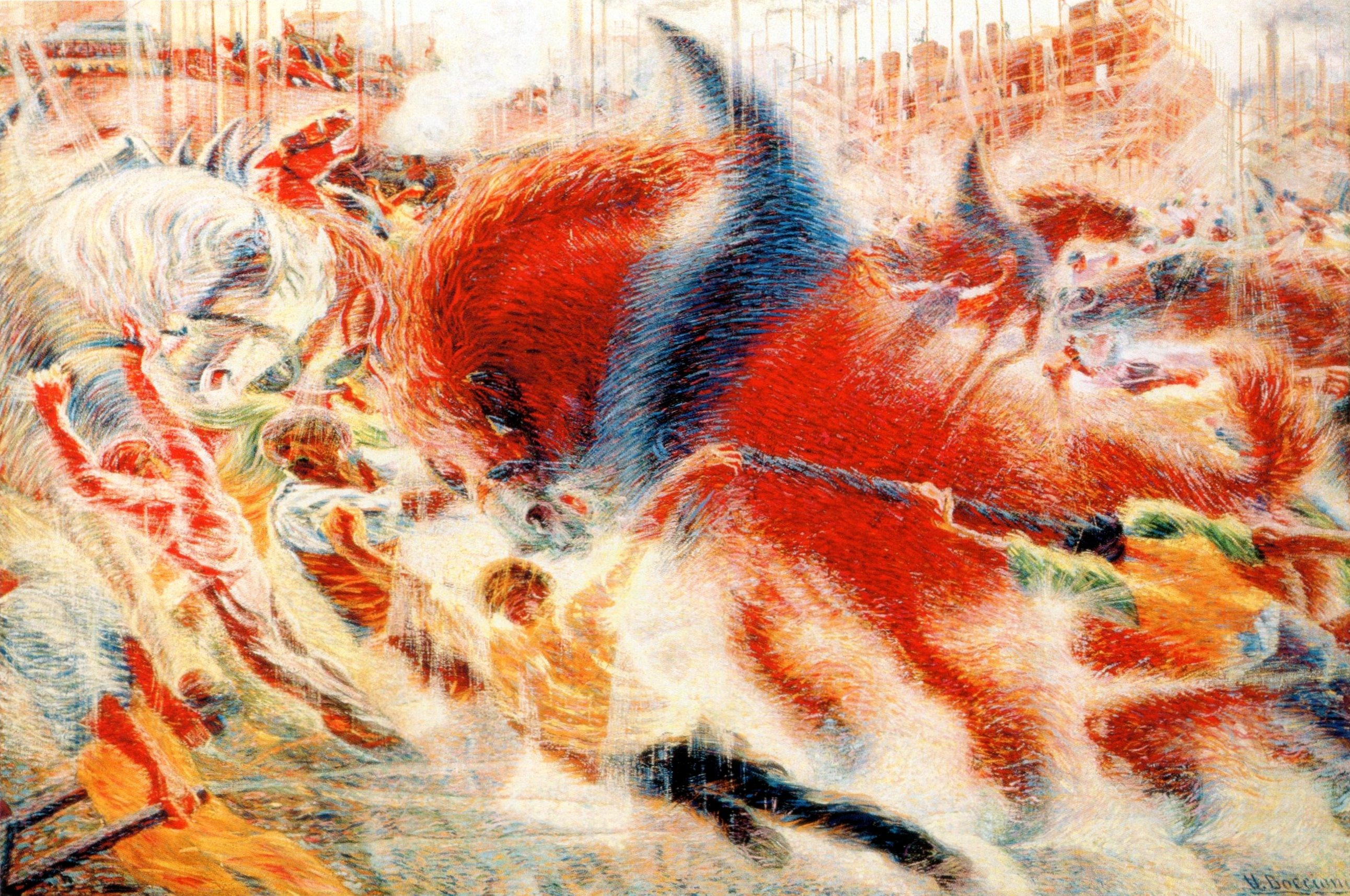
Umberto Boccioni, La ville se lève (1910), The Museum of Modern Art, New York.
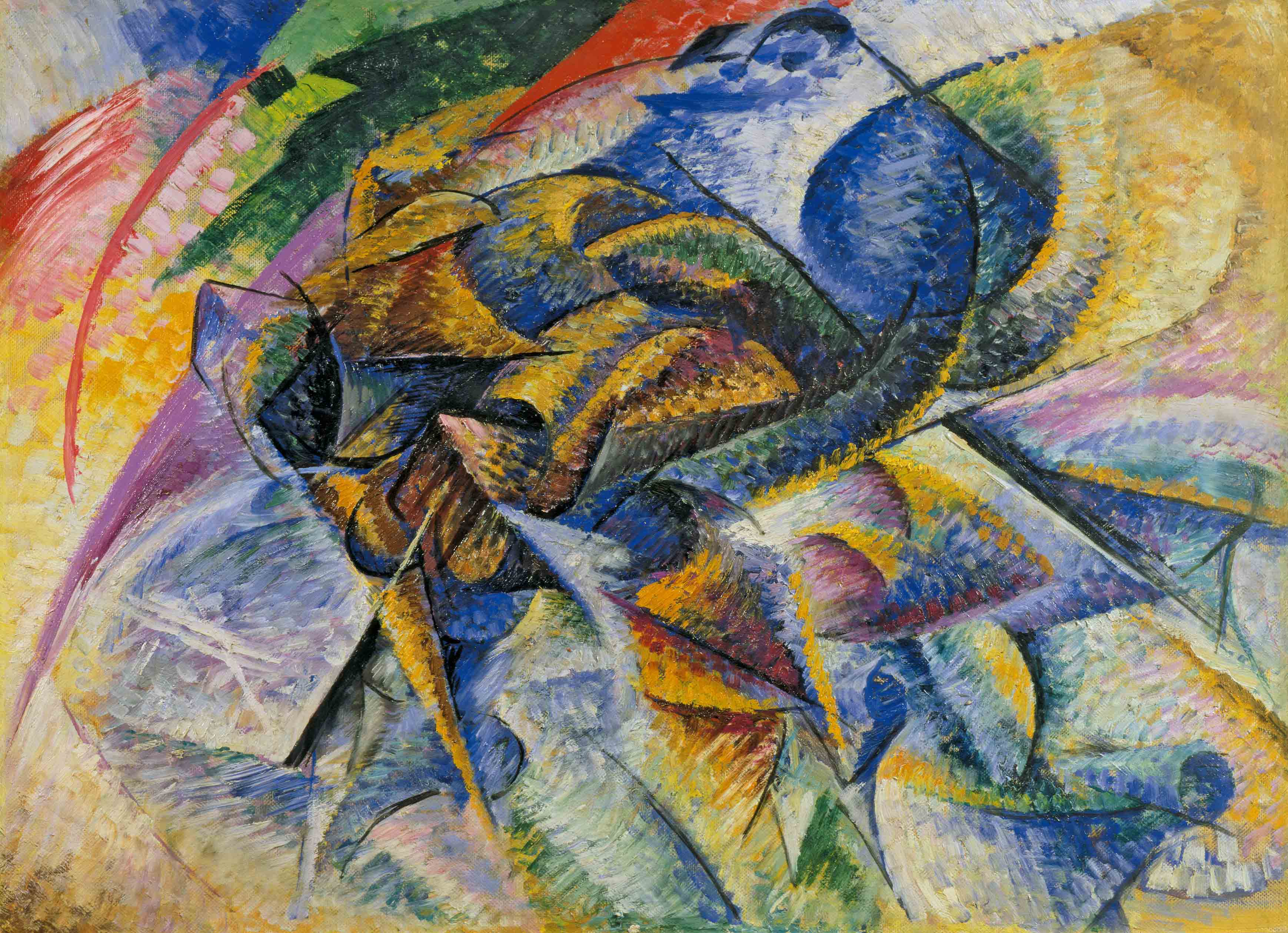
Umberto Boccioni, Dynamisme d'un cycliste, 1913, collection Peggy Guggenheim.
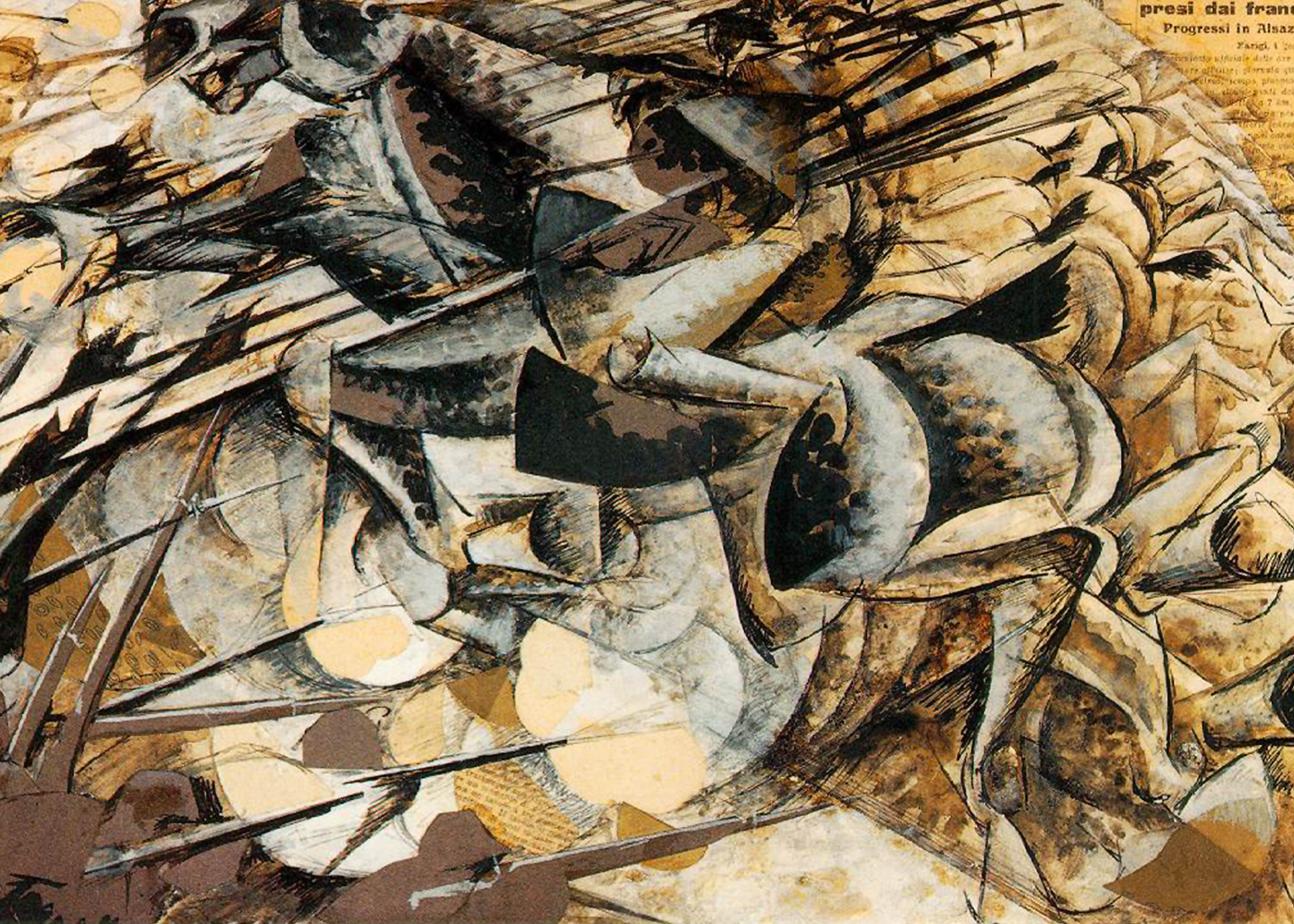
Umberto Boccioni, La Charge des lanciers, 1915, Museo del Novecento, Milan.
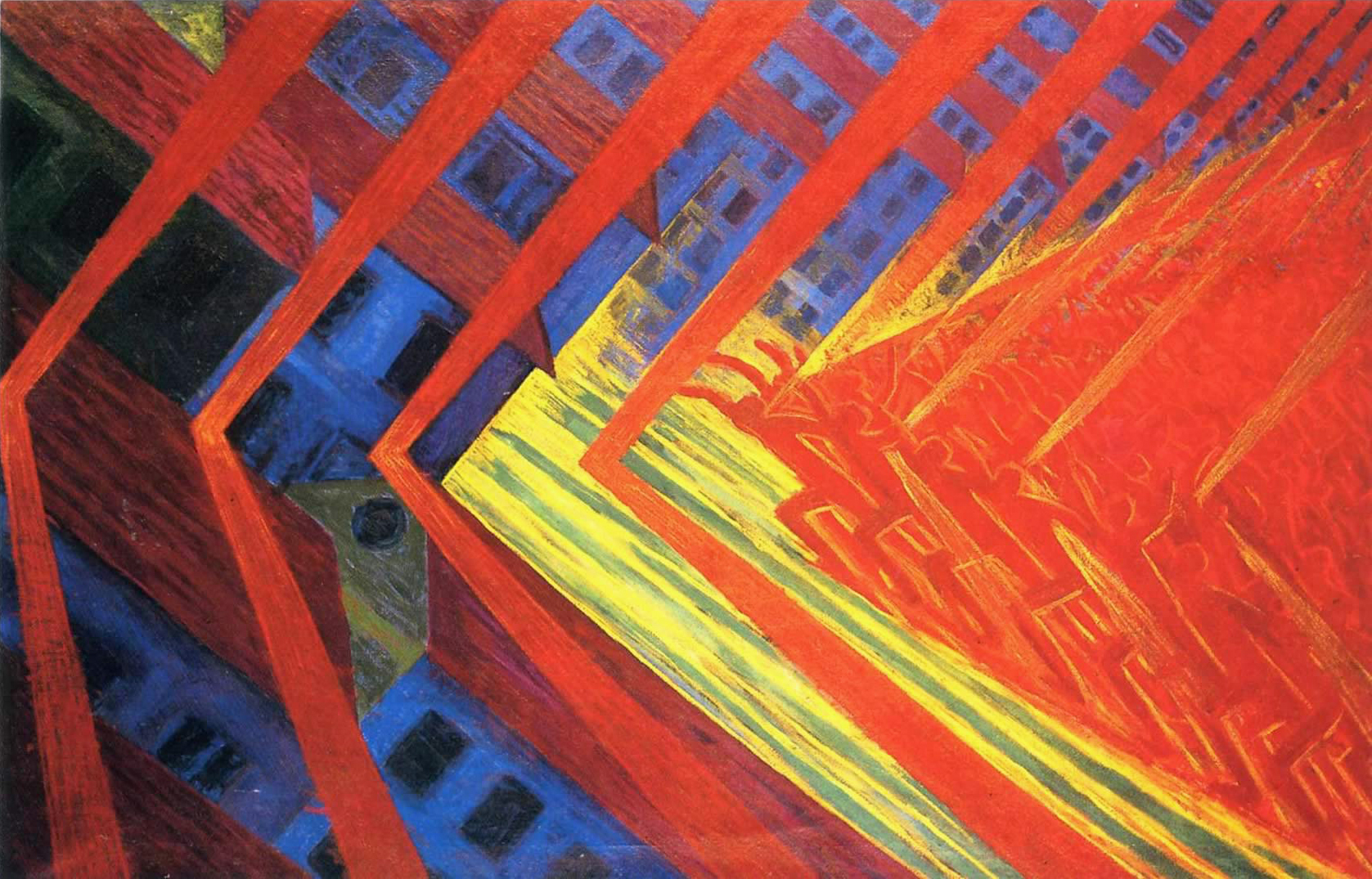
La Révolte, de Luigi Russolo (1911).

## Fascisme et futurisme

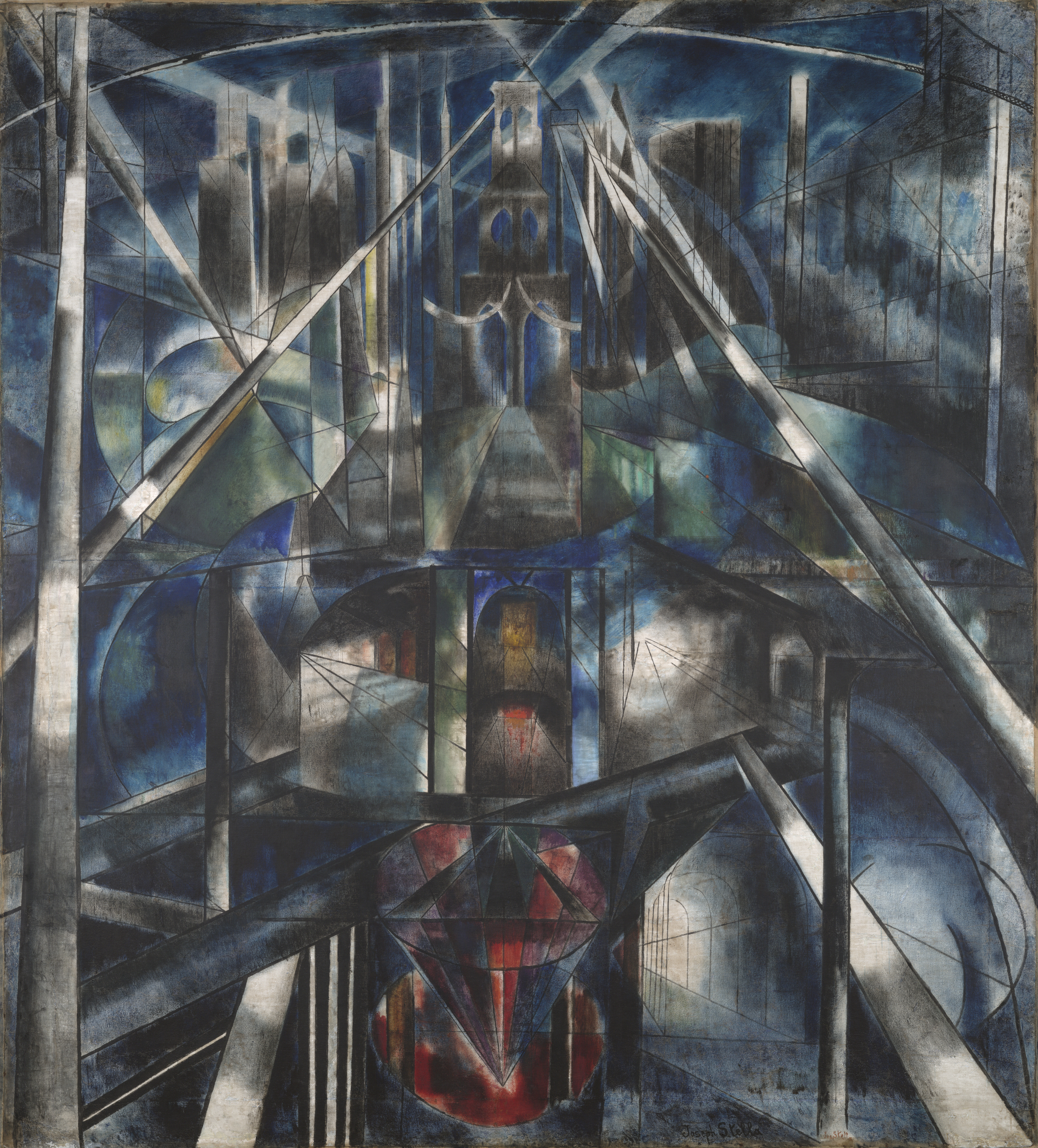
Joseph Stella, Brooklyn Bridge (1919-1920), huile sur toile, Yale University Art Gallery.

La réputation du futurisme a souffert de sa collusion avec le fascisme. Pourtant, les futuristes se sont réclamés de nombreux mouvements politiques, tels que le marxisme, du socialisme au communisme. L’adhésion au fascisme fut plutôt une sorte de compromis passé avec le régime par une partie des futuristes, dont Marinetti son fondateur. Giovanni Lista, l'un des principaux historiens du futurisme, montre que ce mouvement avait bien une dimension révolutionnaire et trublionne, par exemple à travers la portée exploratoire de ses manifestes. Mais, comme beaucoup de mouvements d'avant-garde, qui ont  fortement tendance à se laisser embrigader, il a vite rejoint les académies officielles, c'est-à-dire, pour les Italiens à cette époque, le fascisme.
Le mouvement des futuristes possédait dès l'origine une composante politique. Marinetti exigeait avec véhémence une modification générale des valeurs sociales. Le futurisme allie des visions réformistes radicales et des visions artistiques.
Les futuristes, en se liant de manière ambiguë aux fascistes, de 1919 à 1945, ont soulevé des réserves à leur égard, en tant que première avant-garde italienne. Ils seront aussi à l'origine du retard dans la réception de la seconde génération d'artistes futuristes.
En 1909, est publié le Primo manifesto politico. Lors des élections de 1913, Marinetti, Boccioni, Carrà et Russolo ont établi un programme politique futuriste qui évoque la protection économique du prolétariat et qui propose l'expansion coloniale. Dans l'écrit intitulé Che cos'è il futurismo. Nozioni elementari, daté de 1920, les buts politiques sont plus détaillés : mise en place d'une armée de volontaires, modernisation du service de sécurité publique et prise en main du gouvernement italien par des jeunes qui se sont battus sur le front.

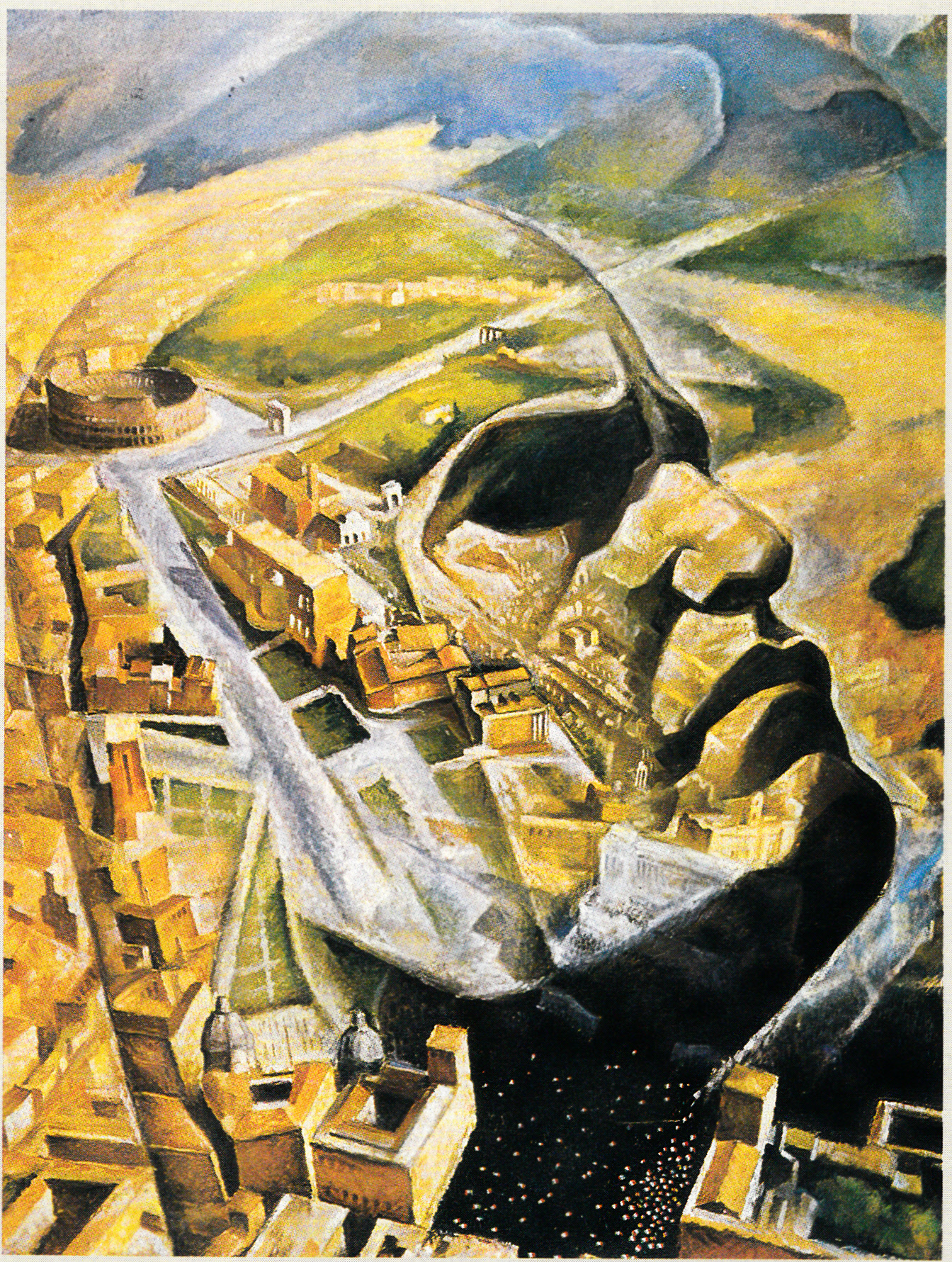
Alfredo Gauro Ambrosi, Aeroritratto di Mussolini aviatore, 1930.

Mussolini, qui connaissait Marinetti depuis 1915, tire avantage de l'environnement intellectuel révolutionnaire des futuristes. À partir de sa prise de pouvoir en 1922, il s'inspire de leur volonté déterminée de renouvellement, de leur éloquence agressive et de leur bonne organisation de groupe. En 1924, Marinetti réfléchit au lien entre art et politique en Italie dans son traité Futurisme et fascisme. Il met en valeur le rôle pionnier du futurisme et souligne les rapprochements possibles avec le fascisme. Plus tard, Mussolini prend ses distances avec le futurisme. En se rapprochant de l'Église catholique et du parti conservateur par opportunisme politique, Mussolini révèle alors une vision anti-futuriste.
Futurisme et fascisme entretiennent des liens ambivalents. Des artistes de la seconde phase futuriste, comme Enrico Prampolini, Gerardo Dottori et Mario Sironi ont décoré des salles pour les grands spectacles d'auto-représentation de l'État fasciste comme la Mostra della Rivoluzione Fascista de Rome en 1932. Cette relation entre futurisme et pouvoir fasciste donne lieu à des contradictions. Par exemple, Marinetti accepte en 1929 un poste à la nouvelle Reale Accademia d'Italia, alors que les futuristes ont toujours dénigré les professeurs ignorants, les « académies podagres » qui représentent pour eux le passéisme honni.
L'architecte du régime fasciste Marcello Piacentini a fait construire des bâtiments monumentaux destinés à durer éternellement alors que l'architecte futuriste Antonio Sant'Elia prônait une élaboration de l'espace urbain à chaque génération. Mussolini, contrairement à Staline ou Hitler, cherche à s'attirer les appuis des artistes avant-gardistes. Les régimes totalitaires en Allemagne et en Russie ont violemment combattu l'art moderne en le discriminant et en tentant de le neutraliser. Les nazis n'ont d'ailleurs pas hésité à détruire des milliers d’œuvres jugées décadentes (l'art dégénéré).
Mussolini, au contraire, tolérait les courants artistiques modernes, bien qu'il ait voulu également élever à nouveau l'art antique avec sa tendance au monumental ainsi que les références à la mythologie romaine au rang d'art national.
Le fascisme, en s'appuyant sur ces nouvelles formes de la modernité picturale, montre son désir de provoquer une rupture avec le passé, mais aussi sa fascination pour la technique et la vitesse.

## Principaux écrivains et artistes futuristes

### Italie
- Giacomo Balla, peintre et sculpteur
- Umberto Boccioni, peintre et sculpteur
- Aroldo Bonzagni, peintre et illustrateur
- Mario Carli, écrivain
- Carlo Carrà, peintre
- Ambrogio Casati, peintre et sculpteur
- Regina Cassolo, sculptrice
- Primo Conti, peintre
- Bruno Corra, écrivain
- Fortunato Depero, peintre
- Gerardo Dottori, peintre
- Arnaldo Ginna, peintre et réalisateur
- Guglielmo Jannelli, poète
- Filippo Tommaso Marinetti, poète et écrivain
- Marisa Mori, peintre et graveuse
- Enrico Prampolini, peintre, sculpteur et designer
- Francesco Balilla Pratella, compositeur
- Luigi Russolo, peintre et compositeur
- Antonio Sant'Elia, architecte
- Gino Severini, peintre
- Joseph Stella, peintre
- Mario Chiattone, architecte
- Quirino De Giorgio, architecte
- Emilio Notte, peintre

### Russie et Ukraine

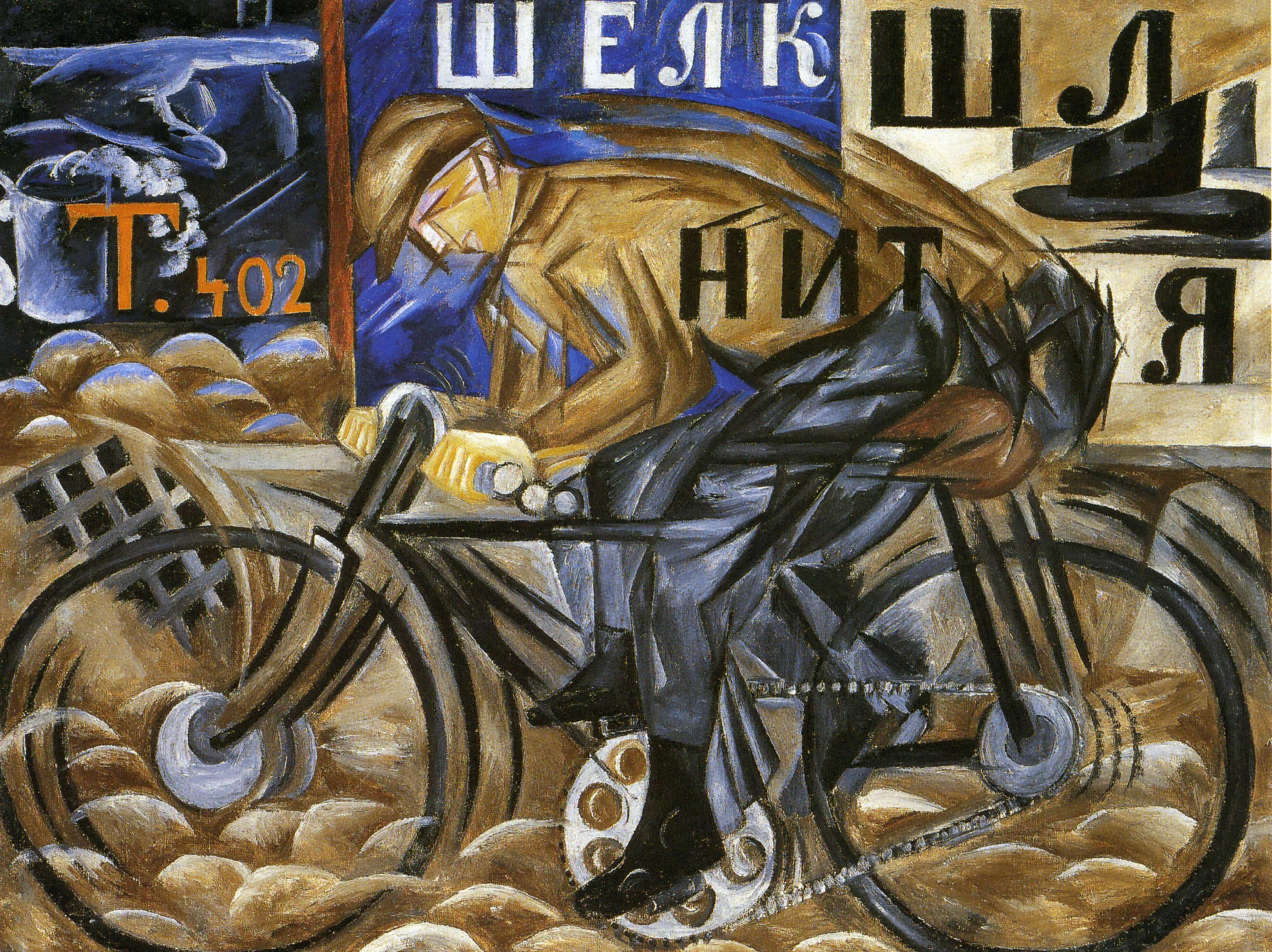
Natalia Gontcharova, Le Cycliste, Musée russe, Saint-Pétersbourg, 1913.

Un mouvement Valet de Carreau a existé en Russie (appelé également cubo-futurisme) dans les années 1910-1917 (Vladimir Maïakovski, Kasimir Malevitch, Velimir Khlebnikov, Piotr Kontchalovski, Mikhaïl Matiouchine, Ilia Machkov, Aristarkh Lentoulov, Nathalie Gontcharova, Vladimir Tatline, etc.).
- David Bourliouk (1882-1967), peintre
- Ossip Brik (1888-1945), écrivain
- Vladimir Bourliouk (1886-1917), peintre
- Vasilisk Gnedov (1890-1978), poète
- Nathalie Gontcharova (1881-1962), peintre
- Velimir Khlebnikov (1885-1922), poète
- Alexeï Kroutchenykh (1886-1968), poète
- Piotr Kontchalovski (1876-1956), peintre
- Vladimir Maïakovski (1893-1930), poète
- Alexandre Mossolov (1900-1973), musicien
- Igor Severianine (1887-1941), poète
- Igor Terentiev (1892-1937), poète et metteur en scène
- Ilia Zdanevitch (1894-1975), dit Iliazd, poète
- Mykhaïl Semenko (1892-1937), poète

### États-Unis

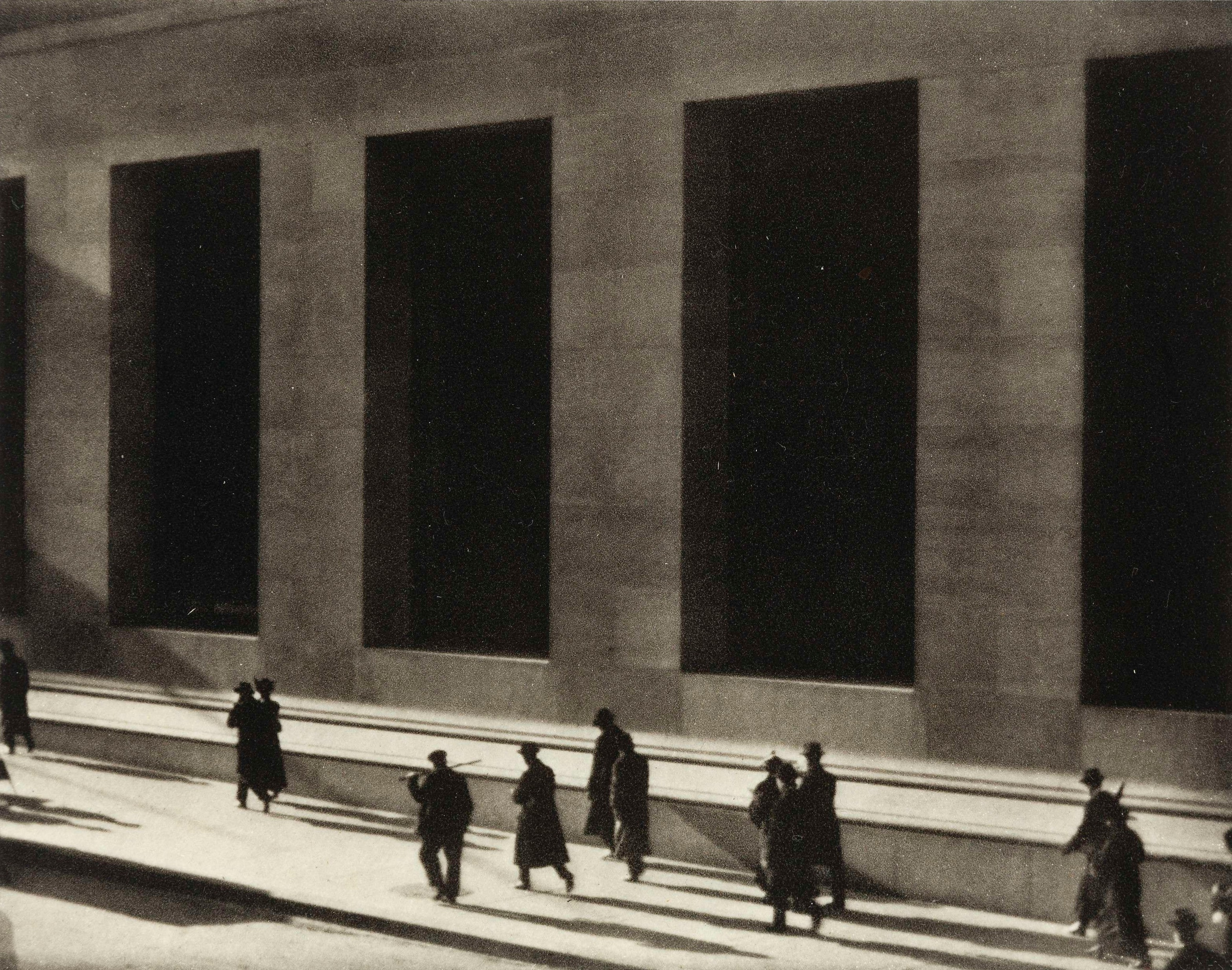
Paul Strand, Wall Street, 1915.

- Le précisionnisme :

- George Ault
- Ralston Crawford
- Charles Demuth
- Preston Dickinson
- Elsie Driggs
- Gerald Murphy
- Georgia O'Keeffe
- Charles Sheeler
- Niles Spencer
- Joseph Stella

### Belgique

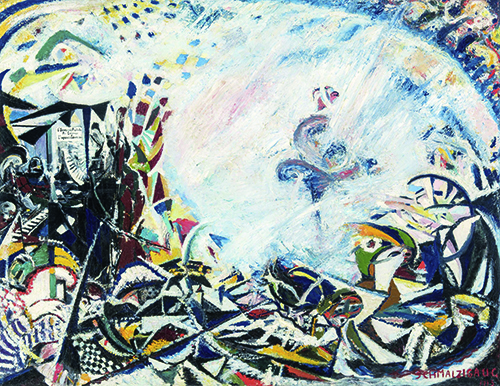
Jules Schmalzigaug, La Dynamique de la danse, 1913.

- Jules Schmalzigaug, peintre

### Bulgarie
- Nikolay Diulgheroff (en), peintre

### Catalogne
- Joan Salvat-Papasseit (1894-1924), poète;
- Elvira Homs i Ferrés (1905-1954), peintre.

### France
- Raymond Georgein (1920-1999), peintre.

### Hongrie
- Hugó Scheiber (de) (1873-1950)
- Béla Kádár (de) (1877-1956)
- Lajos Kassák (1887-1967)

### Pologne
- Kazimierz Brzeski (1901, 1944)
- Leon Chwistek (1884-1944)
- Tytus Czyżewski (1880-1945)
- Stefan Kordian Gacki (1901-1984)
- Jerzy Jankowski (1887-1941)
- Bruno Jasieński (1901-1938)
- Tadeusz Peiper (1891-1969)
- Stanisław Młodożeniec (1895-1959)
- Henryk Sel
- Anatol Stern (1899-1968)
- Aleksander Wat (1900-1967)
- Adam Ważyk (1905-1982)

### Portugal
- Almada Negreiros (1893-1970)
- Mário de Sá-Carneiro (1890-1916)
- Santa-Rita Pintor (1889-1918)
- Fernando Pessoa (1888-1935)

### Serbie
- Zénitisme (en) (années 1920)

### Tchécoslovaquie
- Cubisme tchécoslovaque (1911-1925)

#### Bande dessinée
- Le Futuriste, scénario d'Olivier Cotte, dessin de Jules Stromboni, 56 p., Casterman, 2008